# Jean Gagnier
Pour les articles homonymes, voir Gagnier.
Jean Gagnier, né à Paris en 1677 et mort à Oxford en 1740, est un orientaliste français réfugié en Angleterre.

## Biographie
Jean Gagnier était Génovéfain. Il sort de son couvent, se marie et se retire en Angleterre, où il embrassa la religion réformée et enseigne les langues orientales à l'université d'Oxford. 
On a de lui une traduction latine de l'histoire juive de Joseph ben Gorion (Oxford, 1706) ; une Vie de Mahomet, en latin, d'après Aboulféda, 1723, ouvrage estimé ; une traduction latine d'une partie de la Géographie d'Aboul Féda, 1726-27.

## Œuvres

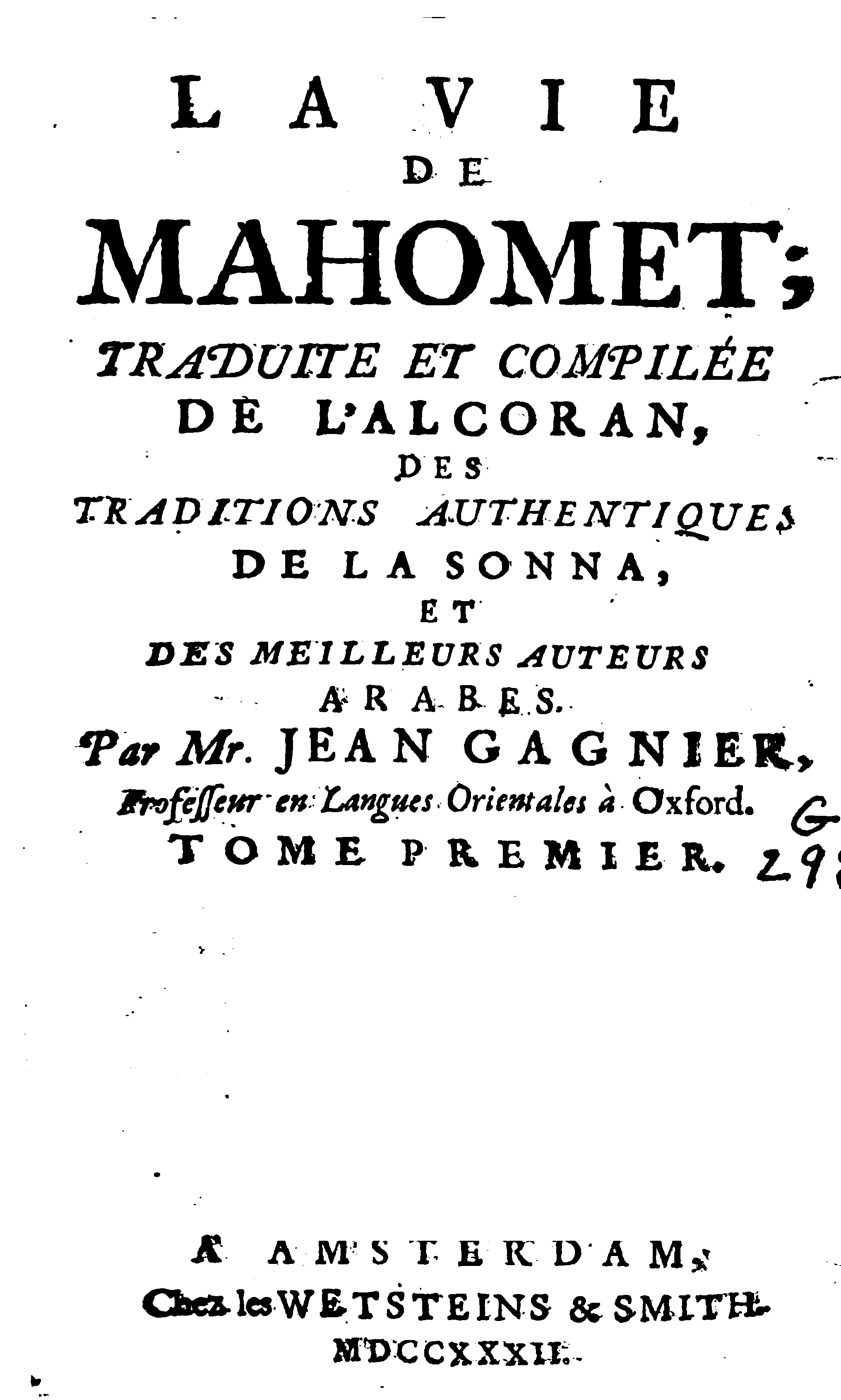
Page de titre, La Vie de Mahomet, 1732, d'un original latin, 1723, traduit d'Aboulféda.

- 1705 : (fr) « Lettre sur les Médailles Samaritaines » (rubrique Nouvelles de la République des Lettres), in Journal de Trévoux, 1705, avec version latine dans le vol. xxviii. du Thesaurus Antiquitatum (p. 1283) d'Ugolinus
- 1706 :  Histoire juive de Joseph-Ben-Gorion, Oxford
- 1707 : (fr) L'Église Romaine convaincue de dépravation, d'idolatrie, et d'antichristianisme
- 1710 : (la) Tabula nova et accurata exhibens paradigmata omnium conjugationum Hebraicarum, Oxford, 1710
- 1718 : (la) Vindiciæ Kircherianæ, sive Animadversiones in novas Abrahami Trommii Concordantias Græcas versionis vulgo dictæ LXX. Interpretum. Contre Abraham Trommius
- 1719 : (la) Carolina. Ecloga in diem natalem Willielminæ Carolinæ, serenissimæ Principis Walliæ, Londres, 1719
- 1721 : (la) Liber Petra Scandali de principio et causa schismatis duarum ecclesiarum Orientalis et Occidentalis, ex Græco Arabice redditus, Oxford, 1721
- 17.. : Suite anonyme de La Vie de Mahomed d'Henri de Boulainvilliers
- 1723 : (la) De vita et rebus gestis Mohamedis, en latin, d'après Aboulféda
  - 1732 : compilation en français : La Vie de Mahomet, Amsterdam, Jean Leclerc, 1732 (lire en ligne).
  - 1804 : traduction en allemand : Köthen, 1802–4
- 1726-27 : Traduction latine d'une partie de la Géographie d'Aboul Féda